# Žinčica
Žinčica (tiếng Slovak) hoặc Žinčice (tiếng Séc), Žentyca (tiếng Ba Lan)  là một thức uống làm từ váng sữa cừu tương tự như kefir được tiêu thụ chủ yếu ở Slovakia. Nó là sản phẩm phụ trong quá trình làm phô mai bryndza.
Žinčica được lên men bởi các vi khuẩn axit Lactic sau: Lactobacillus casei, Lactobacillus plantarum, Lactococcus lactis và Leuconostoc mesenteroides.
Theo truyền thống, đồ uống này được phục vụ trong một črpák, một chiếc cốc bằng gỗ có hình cảnh mục vụ được khắc vào tay cầm.
Bryndzové halušky thường được phục vụ với žinčica.
Nguồn gốc của từ này là Rumani jîntița, thức uống được các mục đồng Vlach mang theo thay vì nước.